# Prosenjit Chatterjee
Prosenjit Chatterjee (también Prosenjeet Chatterjee o Prosenjit Chattopadhyay Prosenjit Chôṭṭopaddhae, 30 de septiembre de 1962 (62 años), conocido profesionalmente como Proshenjit, es un actor de cine indio, cantante y productor que trabaja en bengalí y el hindi cine. Sus fanes lo llamaban cariñosamente como Bumba Da. En Bengala rural que se dirige como Poshenjit. Su base de fanes rural le llevó a hacer muchas películas que tenían historias rústicas, películas intelectuales rehuían. Sin embargo, su popularidad era innegable. Desde 2003 con la Rituparno Ghosh Chokher Bali (coprotagonizada por Aishwarya Rai) ha actuado en numerosas películas que ganaron elogios de la crítica. En 2007 recibió el Premio de Plata Lotus Nacional por su actuación en DOSAR. Él había actuado en más de 279 películas a partir de octubre de 2009. Él es el Jefe Maestro en el Instituto Internacional de Fotografía de Kolkata para guiar a los jóvenes talentos.
Prosenjit ha sido la estrella principal de cine comercial Tollywood de las últimas tres décadas.

## Trasfondo familiar
Prosenjit es el único hijo de Biswajit Chatterjee, el actor de Tollygunge que talló un nicho en Hindi cine en la década de 1960, Prosenjit debutó cuando tenía sólo cuatro años de edad en Chhotto Jigyasa de su padre (La pregunta Tiny). El la película fue un gran éxito y el rendimiento fresco y natural poco de Bumba calienta corazones en teatros llenos en 1969. Fue de nuevo a la escuela después de eso. Sus padres se divorciaron; a la edad de dieciséis años, Prosenjit se quedó con la responsabilidad de su familia compuesta por su madre y su hermana pequeña Pallavi Chatterjee, ahora una actriz en su propio derecho. Recientemente se organizó un reality show de la familia en bangla zee 'Banglar Sera Paribar'. También produjo una serie bengalí como productor junto a su esposa Arpita que es televisada en bangla zee. El nombre de la serie es "kanakanjali '.
Sin embargo, debido al papel de su padre en la separación de sus padres, él y su hermana Pallavi tienen poco o ningún contacto, al menos oficialmente, con él.
Prosenjit también recibió una solicitud del Shoojit a jugar el papel del ex primer ministro indio Rajiv Gandhi en Jaffna.

## Vida personal
Asistió a Calcuta Aeropuerto Inglés Secundaria (HS) hasta la clase 10. Asistió a St. Xavier Collegiate School y el Colegio de San Javier, Calcuta. Prosenjit vive en Calcuta con su esposa, la actriz Arpita Pal, y su hijo Trishanjit. Ha tenido dos matrimonios anteriores con Debashree Roy y Aparna Guhathakurta.

## Filmografía

### Seleccionado Filmografía (1964-1974)
| Año  | Título          | Rol                 |
| ---- | --------------- | ------------------- |
| 1964 | Pratinidhi      | como actor infantil |
| 1968 | Chhotto Jigyasa | como actor infantil |
| 1974 | Raktatilak      | como actor infantil |

### (1983-2000)
| Año  | Título                          | Dirección              | Coestrellas                                                     | Observaciones     |
| ---- | ------------------------------- | ---------------------- | --------------------------------------------------------------- | ----------------- |
| 1981 | Pratisodh                       | Sukhen Das             | Uttam Kumar, Soumitra Chattopadhyay, Savitri Devi, Sukhen Das   |                   |
| 1983 | Duti Pata                       | Bimal Roy              |                                                                 |                   |
| 1986 | Atanka                          | Tapan Sinha            |                                                                 |                   |
| 1986 | Pathbhola                       | Tarun Majumdar         |                                                                 |                   |
| 1987 | Amar Sangi                      | Sujit Guha             | Vijeta Pandit                                                   |                   |
| 1988 | Ora Charjon                     | Samit Bhanjo           | Debashree Roy                                                   |                   |
| 1988 | Choto Bou                       | Anjan Choudhury        | Devika                                                          |                   |
| 1988 | Debi Baran                      | Srikanto Guhathakurata | Debashree Roy                                                   |                   |
| 1988 | Jyoti (película de 1988)        | Sabdo kumar            | Anuradha Patel                                                  |                   |
| 1989 | Pronomi Tomay                   | Prabhat Roy            | Reshma Singh                                                    |                   |
| 1989 | Asha O Bhalobasha               | Sujit Guha             | Deepika Chikhalia                                               |                   |
| 1989 | Aamar Tumi                      | Bimal Roy              | Farah Naaz                                                      |                   |
| 1989 | Aakrosh (película de 1989)      | Sujit Guha             | Debashree Roy                                                   |                   |
| 1989 | Jhankar (película de 1989)      | Sujit Guha             | Debashree Roy                                                   |                   |
| 1989 | Amar Prem (película de 1989)    | Sujit Guha             | Juhi Chawla                                                     |                   |
| 1990 | Apan Amar Apan                  | Tarun Majumdar         | Satabdi Roy                                                     |                   |
| 1990 | Aandhiyan                       | David Dhawan           | Mumtaz, Shatrughan Sinha, Madhushree, Om Shivpuri               |                   |
| 1990 | Mandira (película de 1990)      | Sujit Guha             | Indrani Halder, Sonam                                           |                   |
| 1990 | Badnam (película de 1990)       | Sibu Mitra             | Neelam Kothari                                                  |                   |
| 1991 | Katha Dilam                     | Rupat Das              | Ayesha Jhulka                                                   |                   |
| 1991 | Meet Mere Man Ke                | Mehul Kumar            | Ayesha Jhulka, Feroz Khan, Salma Agha                           |                   |
| 1992 | Rakte Lekha                     | Ram Mukherjee          | Debashree Roy                                                   |                   |
| 1992 | Apan Por                        | Tapan Saha             | Juhi Chawla                                                     |                   |
| 1992 | Priya (film)                    | Sibu Mitra             | Pallavi Joshi                                                   |                   |
| 1992 | Surer Bhubane (1992)            | Prabir Mitra           | Tapas Pal, Samit Bhanja, Rupa Ganguly                           |                   |
| 1992 | Maa                             | Prasanta Nanda         | Satabdi Roy                                                     |                   |
| 1992 | Purushottam                     | Prosenjit Chatterjee   | Debashree Roy                                                   |                   |
| 1992 | Mon Mane Na                     | Inder Sen              | silpa das                                                       |                   |
| 1993 | Veerta                          | Shibu Mitra            | Sunny Deol, Jaya Prada, Shakti Kapoor, Prem Chopra, neena gupta |                   |
| 1993 | Sradhanjali                     | Srikanto Guha Thakurta | Satabdi Roy, Debashree Roy                                      |                   |
| 1993 | Sukher Sargo                    | Biresh Chatterjee      | Satabdi Roy                                                     |                   |
| 1993 | Ghar Sansar (película de 1993)  | Prasant Nanda          | Satabdi Roy                                                     |                   |
| 1994 | Ajana Path                      | Srinivas Chakraborty   | Nita Puri/ Pran                                                 |                   |
| 1994 | Rakta Nadir Dhara               | Ram Mukherjee          | Debashree Roy                                                   |                   |
| 1994 | Rajar Raja                      | Samit Bhanja           | Abhishek Chatterjee, Rupa Ganguly, Debashree Roy                |                   |
| 1994 | Biswas Abiswas                  | Swapan Saha            | Indrani Halder                                                  |                   |
| 1994 | Dhusar Godhuli                  | Bimal Roy              | Koel (Bomby), Swati Sarkar, Vasant Choudhury                    |                   |
| 1994 | Nag Panchami (film)             | Bijoy bhatt            | Rituparna Sengupta                                              |                   |
| 1995 | Sangharsa                       | Haranath Chakraborty   | Ranjit Mallik, Tapas Pal                                        |                   |
| 1995 | Mohini                          | Bimal Dutta            | Robi Ghosh, Samit Bhanja, Rachana Banerjee                      |                   |
| 1995 | Drishti                         | Taba Mullik            | Madhumita, Dipankar Dey, Samit Bhanja, Amjad Khan               |                   |
| 1996 | Bhai Amar Bhai                  | Swapan Saha            | Anushree Das                                                    |                   |
| 1996 | Unishe April                    | Rituporno Ghosh        | Deboshree Roy                                                   |                   |
| 1996 | Biyer Phool                     | Ram Mukherjee          | Rani Mukherjee                                                  |                   |
| 1996 | Sakhi Tumi Kar                  | Swapan Saha            | Satabdi Roy                                                     |                   |
| 1996 | Lathi (película de 1996)        | Prabhat Roy            | Satabdi Roy                                                     |                   |
| 1997 | Moner Manush (película de 1997) | Sujit Guha             | Rituparna Sengupta                                              |                   |
| 1997 | Bakul Priya                     | Swapan Saha            | Satabdi Roy                                                     |                   |
| 1997 | Bhalobasa                       | Samit Bhanja           | Indrani Haldar, Chinmoy Ray, Sabitri Chattopadhyay              |                   |
| 1997 | Mayar Badhon                    | Swapan Saha            | Satabdi Roy, Rituparna Sengupta                                 |                   |
| 1997 | Pabitra Papi                    | Anup Sengupta          | Rituparna Sengupta                                              |                   |
| 1998 | Aami Sei Meye                   | Prosenjit              | Rituparna Sengupta                                              |                   |
| 1998 | Baba Keno Chakar                | Swapan Saha            | Rituparna Sengupta                                              |                   |
| 1998 | Ranokhetro                      | Haranath Chakraborty   | Satabdi Roy                                                     |                   |
| 1999 | Agni Shikha                     | Sujit Guha             | Rituparna Sengupta, Ronit Roy                                   |                   |
| 1999 | Khelaghar                       | Prabhat Roy            | Rituparna Sengupta                                              |                   |
| 1999 | Sei To Abar Kachhe Ele          |                        | Varsha Usgaonkar                                                | Bollywood heroine |
| 1999 | Tumi Ele Tai                    | Prabhat Roy            | Rituparna Sengupta                                              |                   |
| 1999 | Dai Daitya                      | Haranath Chakraborty   | Rituparna Sengupta, Indrani Halder                              |                   |
| 1999 | Sudhu Ekbar Bolo                | Prabhat Roy            | Rituparna Sengupta                                              | Blockbuster       |
| 2000 | Sasurbari Zindabad              | Haranath Chakraborty   | Rituparna Sengupta                                              |                   |
| 2000 | Ei Ghar Ei Sansar               | Swapan Saha            | Rituparna Sengupta                                              |                   |
| 2000 | Aasroy                          | Haranath Chakraborty   | Rituparna Sengupta                                              |                   |
| 2000 | Madhur Milan                    | Tushar Majumdar        | Rituparna Sengupta                                              |                   |
| 2000 | Apon Holo Por                   | Ratan Adhikary         | Indrani Halder                                                  |                   |

### 2001 – presente
| Año  | Título                           | Dirección                 | Coestrellas                                                            | Observaciones |
| ---- | -------------------------------- | ------------------------- | ---------------------------------------------------------------------- | ------------- |
| 2001 | Utsav                            | Rituporno Ghosh           | Rituparna Sengupta                                                     |               |
| 2001 | Guru Shisya(película de 2001)    | Swapan Saha               | Rituparna Sengupta                                                     |               |
| 2001 | Pratibad                         | Haranath Chakraborty      | Arpita Pal                                                             |               |
| 2001 | Jamaibabu Jindabad               | Ratan Adhikary            | Rituparna Sengupta                                                     |               |
| 2002 | Inquilaab (película de 2002)     | Anup Sengupta             | Arpita Pal                                                             |               |
| 2002 | Annadaata                        | Ravi Kinagi               | Sreelekha Mitra                                                        |               |
| 2002 | Devdas                           | Shakti Samanta            | Arpita Pal                                                             |               |
| 2002 | Deva (película de 2002)          | Sujit Guha                | Arpita Pal                                                             |               |
| 2002 | Kurukshetra (película de 2002)   | Swapan Saha               | Rachna Banerjee                                                        |               |
| 2003 | Sabuj Saathi                     | Swapan Saha               | Rachna Banerjee                                                        |               |
| 2003 | Rakto Bandhan                    | Joydeb Chakraborty        | Rachna Banerjee                                                        |               |
| 2003 | Mayer Aanchal                    | Anup Sengupta             | Rachna Banerjee                                                        |               |
| 2003 | Chokher Bali                     | Rituporno Ghosh           | Aishwarya Rai, Raima Sen                                               |               |
| 2003 | Rakhe Hari Mare Ke               | Ratan Adhikari            | Rachana Banerjee Raima Sen                                             |               |
| 2003 | Adorini                          | Biswajit Chatterjee       | Shambhavi Chatterjee, Bikash                                           |               |
| 2003 | Kartavya (película de 2003)      | Swapan Saha               | Rachna Banerjee                                                        |               |
| 2004 | Agni (película de 2004)          | Swapan Saha               | Rachna Banerjee                                                        |               |
| 2004 | Paribar                          | Anup Sengupta             | Rachna Banerjee                                                        |               |
| 2004 | Surya (film)                     | Haranath Chakraborty      | Anu Chowdhury                                                          |               |
| 2004 | Gyarakal                         | Haranath Chakraborty      | Rachna Banerjee                                                        |               |
| 2004 | Sudhu Tumi                       | Abhijit Guha/Sudeshna Roy | Koel Mallick                                                           |               |
| 2004 | Tyaag (film)                     | Swapan Saha               | Rachna Banerjee                                                        |               |
| 2004 | Badsha The King                  | Khudiram Chakraborty      | Koel Mallick                                                           |               |
| 2004 | Sajani (película de 2004)        | Swapan Saha               | Rimi Sen                                                               |               |
| 2005 | Tobu Bhalobashi                  | Biresh Chattopadhyay      | Swastika Mukherjee                                                     |               |
| 2005 | Sangram (película de 2005)       | Haranath Chakraborty      | Arunima Ghosh                                                          |               |
| 2005 | Bazi (película de 2005)          | Shyama                    | Rachna Banerjee                                                        |               |
| 2005 | Nayak- the Real Hero             | Sujit Guha                | Swastika Mukherjee                                                     |               |
| 2005 | Shakal Sandhya                   | Swapan Saha               | Rachna Banerjee                                                        |               |
| 2005 | Rajmohol                         | Swapan Saha               | Rachna Banerjee                                                        |               |
| 2005 | Sathi Amar                       | Gobindadeb Krishna Haldar | Rachna Banerjee                                                        |               |
| 2006 | Refugee (película de 2006)       | Haranath Chakraborty      | Rambha (actress)                                                       |               |
| 2006 | Raju Uncle                       | Haranath Chakraborty      | Sayantani Ghosh                                                        |               |
| 2006 | Criminal (película de 2006)      | Sankar Roy                | Rachana Banerjee                                                       |               |
| 2006 | Dosar                            | Rituporno Ghosh           | Konkona Sen Sharma                                                     |               |
| 2006 | Swapno                           | Haranath Chakraborty      | Sayantani Ghosh                                                        |               |
| 2006 | Agni Pariksha (película de 2006) | Ravi Kinagi               | Priyanka Trivedi                                                       |               |
| 2006 | Sangharsha                       | Sayantani Ghosh           | Sayantani Ghosh                                                        |               |
| 2007 | Bandhu (película de 2007)        | Prasant Nanda             | Swastika Mukherjee                                                     |               |
| 2007 | Kalishankar (2007 Bengalí film)  | Prasant Nanda             | Anu Chowdhury                                                          |               |
| 2007 | The Last Lear                    | Rituparno Ghosh           | Preity Zinta                                                           |               |
| 2007 | Greptar                          | Swapan Saha               | Swastika Mukherjee                                                     |               |
| 2008 | Hochcheyta Ki                    | Basu Chatterjee           | Paoli Dam, Arunima Ghosh                                               |               |
| 2008 | Mahakaal                         | Swapan Ghosal             | Indira Dhar                                                            |               |
| 2008 | Golmaal (película de 2008)       | Swapan Saha               | Priyanka Trivedi                                                       |               |
| 2008 | Fantoosh                         | Raj Mukherjee             | Rachana Banerjee                                                       |               |
| 2008 | Takkar                           | Swapan Saha               | Rachana Banerjee                                                       |               |
| 2008 | Khela                            | Rituporno Ghosh           | Manisha Koirala, Raima Sen                                             |               |
| 2008 | Swapner Din                      | Buddhadev Dasgupta        | Rimi Sen, Raima Sen                                                    |               |
| 2008 | Ami, Yasin Ar Amar Madhubala     | Buddhadev Dasgupta        | Sameera Reddy                                                          |               |
| 2009 | Shob Charitro Kalponik           | Rituporno Ghosh           | Bipasha Basu                                                           |               |
| 2009 | Houseful (2009 Bengalí film)     | Bappaditya Bandopadhyay   | Rimjhim Gupta, Nitya ganguly, Rwita Datta Chakraborty, Sreelekha Mitra |               |
| 2009 | Mama Bhagne (film)               | Anup Sengupta             | Ananya Chatterjee                                                      |               |
| 2010 | Soldier (2010 Bengalí film)      | Dulal Bhowmik             | Soham Chakraborty, Sreelekha Mitra                                     |               |
| 2010 | Moner Manush                     | Goutam Ghose              | Paoli Dam                                                              |               |
| 2010 | Autograph (película de 2010)     | Srijit Mukherji           | Nandana Sen                                                            |               |
| 2010 | Hangover (película de 2010)      | Prabhat Ray               | Sayantika Bannerjee                                                    |               |
| 2011 | Noukadubi                        | Rituporno Ghosh           | Raima Sen, Riya Sen                                                    |               |
| 2011 | Kashmakash (Hindi)               | Rituporno Ghosh           | Raima Sen, Riya Sen                                                    |               |
| 2011 | Chalo Paltai                     | Haranath Chakraborty      | Mouli Ganguly                                                          |               |
| 2011 | Baishe Srabon                    | Srijit Mukherji           | Raima Sen                                                              |               |
| 2012 | Aparajita Tumi                   | Aniruddha Roy Chowdhury   | Padmapriya Janakiraman, Kamalinee Mukherjee                            |               |
| 2012 | Shanghai (película de 2012)      | Dibakar Banerjee          | Kalki Koechlin                                                         |               |
| 2012 | Bikram Singha : The Lion Is Back | Rajib Biswas              | Richa Gangopadhyay                                                     |               |
| 2013 | Mishawr Rahasya                  | Srijit Mukherji           | Swastika Mukherjee                                                     |               |
| 2013 | Paapi                            | Aziz Sejawal              | Aarya Babbar, Rajesh Sharma, Pooja Bharathi                            |               |
| 2013 | Hanuman.com                      | Gaurav Pandey             | Mousumi                                                                |               |
| 2014 | Jaatishwar                       | Srijit Mukherji           | Swastika Mukherjee                                                     |               |
| 2014 | Force (película de 2014)         | Raja Chanda               | Arpita Pal                                                             |               |
| 2015 | Lorai:Play to Live               | Parambrata Chatterjee     | Payel Sarkar                                                           |               |